# Akcja Komitet Ukraiński
Akcja Komitet Ukraiński – akcja przeprowadzona przez Armię Krajową 31 marca 1944, wymierzona w członków kolaborującego z Niemcami tzw. „Komitetu Ukraińskiego”.

## Historia
Szef komitetu, Mychajło Pohotowko, został zastrzelony przez żołnierzy 993/W we własnym gabinecie. Zabito także jego zastępcę oraz kilku wartowników. Akcję wykonano bez strat własnych.